# Старе (Старицький район)
Старе (рос. Старое) — присілок в Старицькому районі Тверської області Російської Федерації.
Населення становить 51 особу. Входить до складу муніципального утворення сільське поселення Паньково.

## Історія
Від 2005 року входить до складу муніципального утворення сільське поселення Паньково. Раніше населений пункт належав до Новського сільського округу.

## Населення
| 2008 | 2010 |
| ---- | ---- |
| 48   | ↗51  |